# Kombo
Kombo is een bestuurslaag in het regentschap Bima van de provincie West-Nusa Tenggara, Indonesië. Kombo telt 1697 inwoners (volkstelling 2010).